# 淨土寺 (新竹市)
新竹淨土寺，是台灣新竹市東區（舊・新竹市黑金町）的寺院，本尊釋迦牟尼佛。

## 歷史
台灣日治時代明治31年（1898年），淨土宗傳教師神原貞祥在福德祠開設出張所。翌年，移到大眾廟，升格為教會所。明治38年（1905年），又轉變為出張所。昭和4年（1929年），又成為教會所。別稱「淨土寺」，該寺仍存續至今。

## 脚注
1. ↑  飯塚俊夫、山中龍淵 『台灣開教の歩み』 日華仏教文化交流協會、1989年。

## 關連項目
- 台灣佛教
- 日本淨土信仰
- 八宗十四派